# 2958 Arpetito
2958 Arpetito eller 1981 DG är en asteroid i huvudbältet som upptäcktes den 28 februari 1981 av den belgiske astronomen Henri Debehogne och den italienska astronomen Giovanni de Sanctis vid La Silla-observatoriet. Namnet är en kombination av E. Araya, J. Perez, R. Tighe och A. Torrecon´s namn.
Asteroiden har en diameter på ungefär 8 kilometer och den tillhör asteroidgruppen Koronis.